# Una pillola per due
Una pillola per due (Les belles Américaines) è un film per la televisione del 1990 diretto da Carol Wiseman con Joanna Cassidy, Lara Flynn Boyle e Guy Marchand.

## Trama
Lorraine Devany è una donna d'affari americana titolare di una boutique di prêt-à-porter. Sposata con Tom, ha una figlia adolescente di nome Cammie. Dovendo andare a Parigi per motivi di lavoro, Lorraine costringe sua figlia ad accompagnarla. La ragazza non è molto entusiasta, ma, una volta arrivata in Francia, decide di approfittarne per avere delle avventure sentimentali. Senza dire nulla a sua madre, Cammie va nello studio del ginecologo Dr. Charmant per farsi prescrivere delle pillole anticoncezionali. Cammie ignora che sua madre va dallo stesso medico per gli stessi motivi. Alla fine, madre e figlia si ritrovano ad avere una relazione col Dr. Charmant, allorché Tom è in procinto di arrivare dagli Stati Uniti...